# 尚但
尚但(？–？)，東漢宦官。

## 生平
汉灵帝时期担任中大人，当时十常侍们封侯贵宠，大肆建造豪华府宅。 一次汉灵帝想登上永安宫的候台观看，宦官怕自己的府宅被看到，于是让尚但劝谏汉灵帝：「天子不应该登高，登高则百姓星散。」 汉灵帝听了之后便不再上较高的亭台楼阁了。